# 当热站
当热站是法国的一个铁路乘降所，位于法国维埃纳省市镇当热圣罗曼，靠近沙泰勒罗。

## 位置
当热站位于当热圣罗曼市区的东部，巴黎－波尔多铁路289.286公里处。车站大致呈南北走向，东西两侧均可进入车站，前往对侧站台需通过车站南侧的人行地下通道。该站无任何售票设施，上车乘客需提前购票或使用通勤卡。

## 站台设置
| 西↑ |      |             |
|     | 侧式 |             |
|     |      | 图尔方向→   |
|     |      | ←普瓦捷方向 |
|     | 侧式 |             |
| 东↓ |      |             |

## 停靠线路
以下列车线路在当热站停靠：
| 当热站列车线路表 |      |                 |                   |              |
| 线路             | 车种 | 上一站          | 下一站            | 大致运行频率 |
| 图尔—普瓦捷      | TER  | 皮勒港/莱奥尔姆 | 安格朗德/沙泰勒罗 | 每天5趟左右  |
| 1.               |      |                 |                   |              |

## 配套交通

### 长途客车
| 停靠当热站的大巴车 |                  |                                                                    |
| 上下车地点         | 运营单位         | 主要线路及目的地                                                   |
| 当热圣罗曼市区内   | Lignes en Vienne | 202 沙泰勒罗 · 安格朗德 · 莱奥尔姆 · 皮勒港 · 拉塞勒圣阿旺         |
| 当热圣罗曼市区内   | Car TER          | （当铁路线施工或罢工时，SNCF可能会提供途径该线路沿途站点的大巴车） |
| 1. 2. 3.           |                  |                                                                    |

### 城市公共交通
当热站附近暂无城市公共交通线路。

### 社会车辆
当热站门口可停靠社会车辆。

## 临近车站
| 当热站（Gare de Dangé）        |                  |                              |
| 上行车站                       | 线路             | 下行车站                     |
| 维埃纳河畔莱奥尔姆站 3.8km ←   | 巴黎－波尔多铁路 | 维埃纳河畔安格朗德站 → 7.7km |
| - 本表仅显示运营中的线路及车站 |                  |                              |